# Jabłonka Kościelna

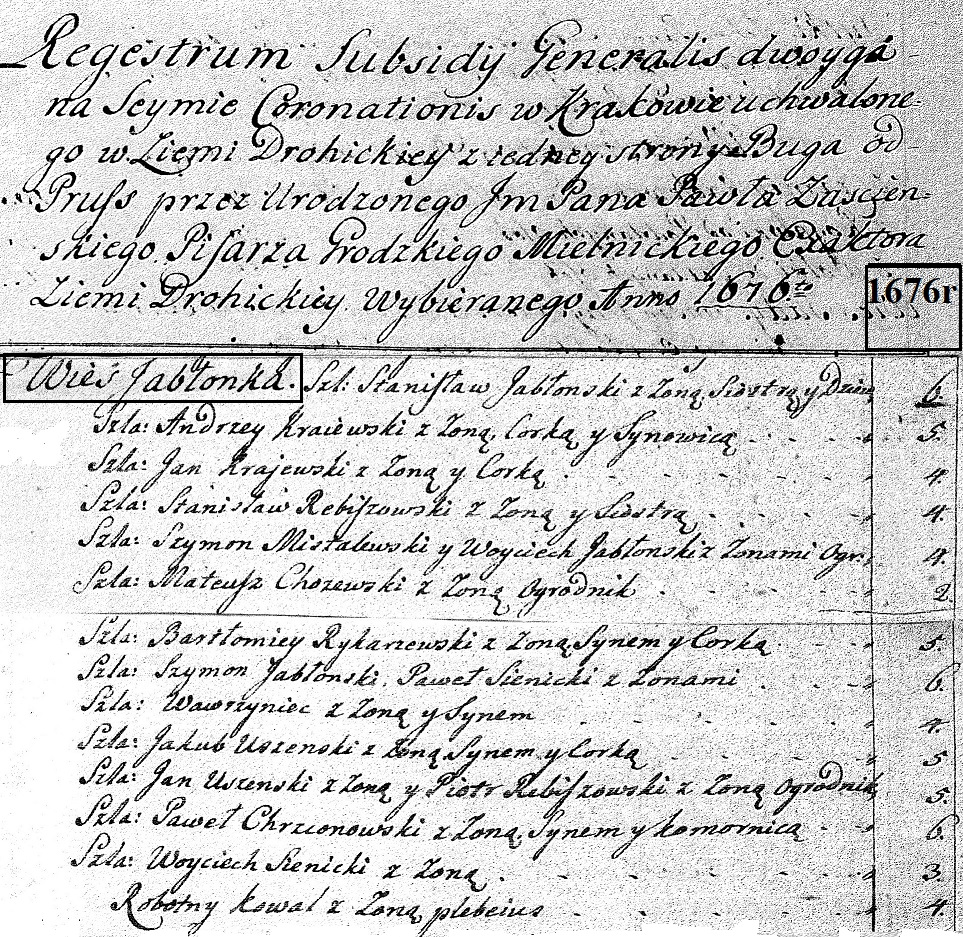
Fragment spisu mieszkańców Jabłonki Koscielnej z 1676r

Jabłonka Kościelna – wieś (dawniej miasto) w Polsce położona w województwie podlaskim, w powiecie wysokomazowieckim, w gminie Wysokie Mazowieckie.
Jabłonka uzyskała lokację miejską po 1790 roku, zdegradowana przed 1825 rokiem. Za Królestwa Polskiego istniała gmina Jabłonka. W latach 1954–1972 wieś należała i była siedzibą władz gromady Jabłonka Kościelna. W latach 1975–1998 miejscowość administracyjnie należała do województwa łomżyńskiego.

## Historia

### Historia wsi
W XVIII wieku Jabłonka Kościelna była miasteczkiem należącym do rodziny Szlaskich.
W 1827 roku miejscowość liczyła 61 domów i 357 mieszkańców. Pod koniec wieku XIX wieś należała do powiatu mazowieckiego, gmina Chojany, parafia Jabłonka Kościelna i liczyła wówczas 48 domów i 595 mieszkańców, w większości Żydów.
W roku 1921 wymieniona jako osada miejska. Naliczono tu 15 budynków z przeznaczeniem mieszkalnym i 16 innych zamieszkałych oraz 248 mieszkańców (115 mężczyzn i 133 kobiety). Narodowość polską podało 129 osób, białoruską 1, żydowską 116 i inną 2. Wyznanie rzymskokatolickie zgłosiło 90 osób, prawosławne 1, a mojżeszowe 116.
W czasie kampanii wrześniowej stacjonowała tu 13 Eskadra Towarzysząca.

### Historia kościoła
Parafia erygowana 30 października 1493 r. przez biskupa łuckiego Jana II Andruszewicza.
Pierwszy kościół drewniany w roku 1496 fundowali Jakub Ciechonowski. i bracia Mioduszewscy. Kolejny drewniany powstał w 1766 lub 1769.
Obecny kościół murowany pw. św. Michała Archanioła zbudowano w latach 1898–1903 staraniem ks. prob. Franciszka Kachnowskiego. W 1944 znacznie zniszczony, odbudowany w 1949 staraniem ks. prob. Józefa Kuleszy - jedynie wieża nie została wówczas w pełni odbudowana. Odbudowa wieży, do przywrócenia jej pełnej wysokości z czasów sprzed wojny, miało miejsce dopiero na przełomie lat 2019-2020. 
W latach 1972–1985 kościół pomalowano i wyposażono wnętrze. Konsekrowany został 9 marca 1997 r. przez biskupa łomżyńskiego Stanisława Stefanka.
Murowaną plebanię wybudowano w 1978 r. staraniem ks. prob. Henryka Szymanowskiego.
Do kościoła przylega cmentarz parafialny. Obecnie istnieje możliwość skorzystania z wyszukiwarki osób zmarłych, pochowanych na cmentarzu.
Kościół jest siedzibą parafii św. Michała Archanioła. W strukturze kościoła rzymskokatolickiego parafia należy do metropolii białostockiej, diecezji łomżyńskiej, dekanatu Wysokie Mazowieckie.

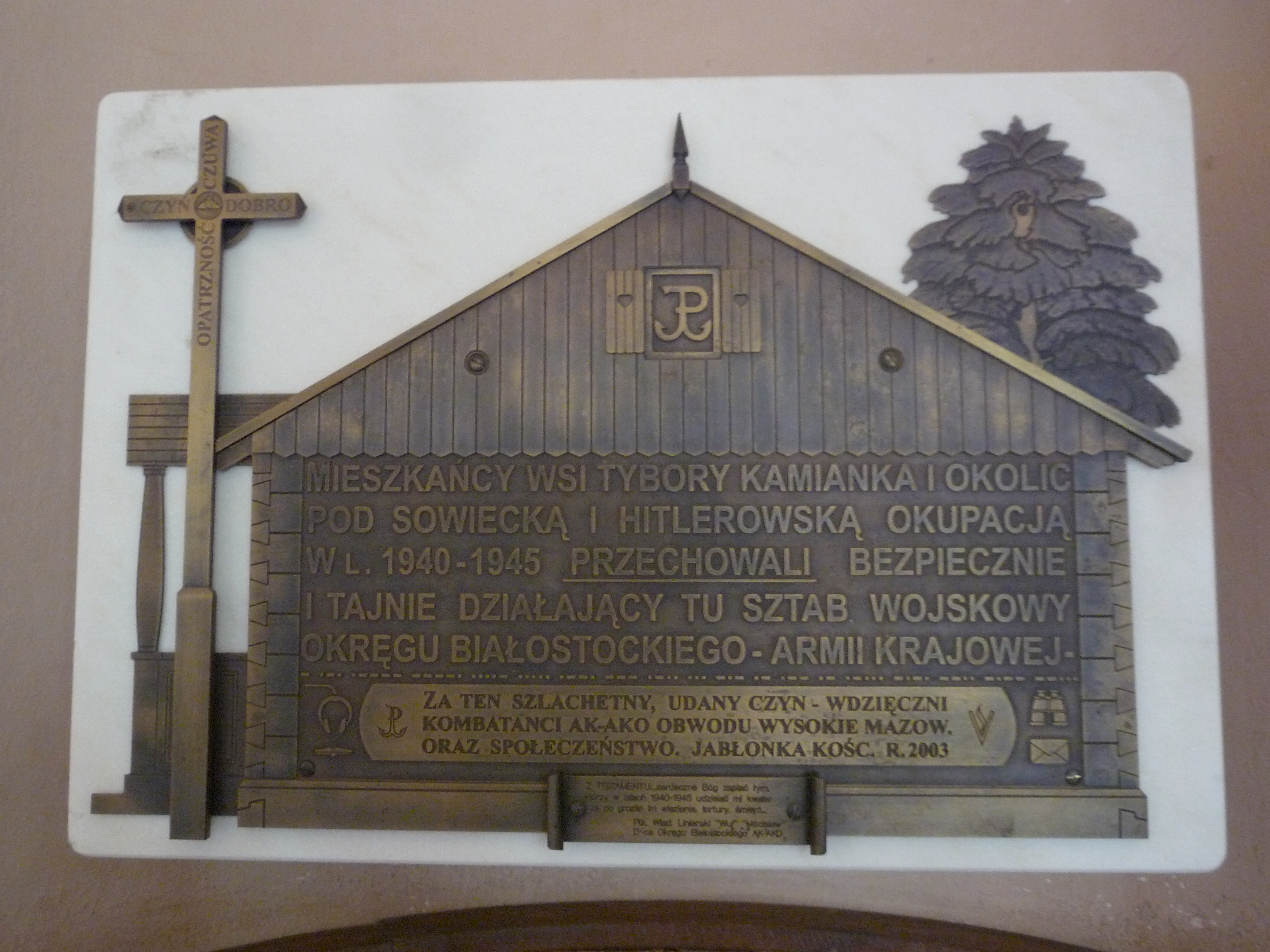
Tablica pamiątkowa w przedsionku kościoła

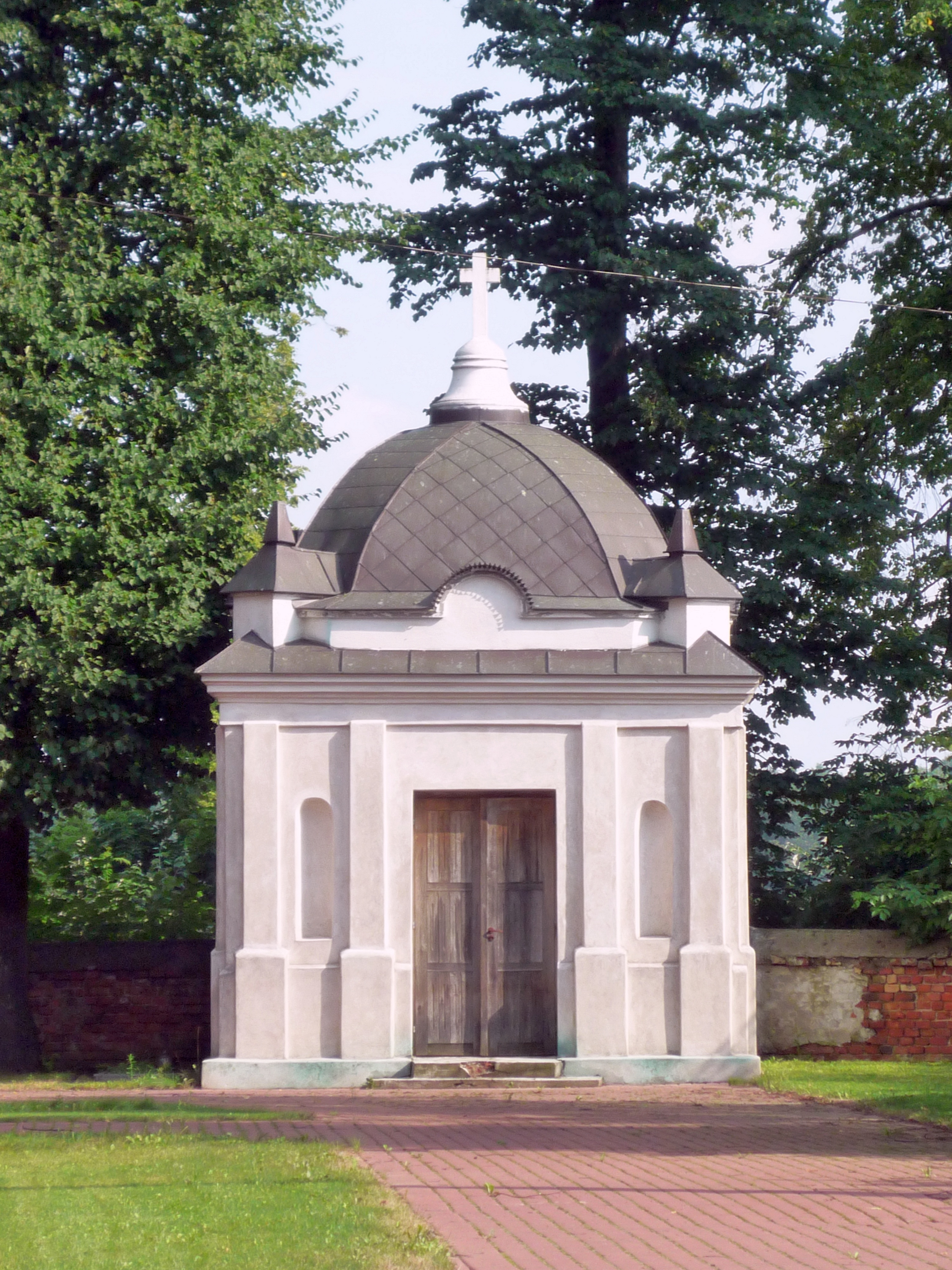
Kaplica grobowa (1905) ks. Machnowskiego przy kościele parafialnym

## Obiekty zabytkowe
- w zespole kościoła parafialnego:
  - kościół parafialny pw. św. Michała Archanioła z obrazami Adama i Ewy
  - kaplica grobowa ks. Franciszka Machnowskiego, mur. 1905 r.
  - dom parafialny – początek XX w.
  - spichlerz – początek XX w.
  - ogrodzenie kościoła – początek XX w.
  - cmentarz rzymskokatolicki parafialny – początek XIX w.
  - kaplica grobowa rodziny Sadowskich – 2. połowa XIX w.
  - ogrodzenie cmentarza – początek XX w.
- stary cmentarz żydowski, dawny (I) – datowanie nieokreślone
- nowy cmentarz żydowski, dawny (II) – datowanie nieokreślone
- dom murowany – pierwsze dziesięciolecie XX w.
- 7 domów drewnianych – lata 20. XX w.
- dom murowany – lata 20. XX w.[14]

## Transport
Wieś oddalona jest około 1 km od drogi krajowej nr 66, którą do Wysokiego Mazowieckiego jest 9 km, do Zambrowa 8 km. 
Z Jabłonki Kościelnej do Warszawy jest 112 km, a do Białegostoku 52 km.
Jadąc z Jabłonki Kościelnej przez Miodusy Wielkie i Stary Skarżyn, można dojechać do drogi krajowej nr 63. Jadąc przez Szczodruchy i Kołaki Kościelne, albo przez Stary Laskowiec i Zambrów, można dojechać do drogi ekspresowej S8.
Poza tym wieś znajduje się na trasie ze wsi Rosochate Kościelne do Kulesz Kościelnych. Przedłużenie tej trasy w obu kierunkach tworzy połączenie Czyżewa z Kobylinem-Borzymami.

## Obiekty użyteczności publicznej
- Publiczne Gimnazjum im. Jana Pawła II
- Szkoła Podstawowa – w latach 80. spalona. Odbudowana.
- Ośrodek Zdrowia
- Bank spółdzielczy
- Apteka